# Йохан фон Труендинген
Йохан фон Труендинген (на немски: Johann Graf von Truhendingen; * пр. 1360; † между 12 ноември 1399/22 февруари 1401) е граф на Труендинген във Франкония.

## Произход
Той е единствен син на граф Хайнрих фон Труендинген († 1380) и първата му съпруга Аделхайд фон Цигенхайн († 1388), дъщеря на граф Йохан I фон Цигенхайн-Нида, фогт на Фулда († 1359), и Лукард фон Цигенхайн-Нида († 1333). Баща му е брат на Фридрих († 1366), княжески епископ на Бамберг (1363 – 1366).
Родителите му се развеждат пр. 1367 г. Баща му се жени втори път 1367 г. за Дортея фон Гера († 1406/1411), майка му става абатиса на Кауфунген (1378 – 1384).

## Фамилия
Първи брак: с неизвестна по име жена. Те имат един син:
- Матиас фон Труендинген (* пр. 1375 – ?)

Втори брак: пр. 6 декември 1379 г. с бургграфиня Анна фон Магдебург-Хардег († сл. 10 март 1396), вдовица на граф Леополд фон Халс († 1370/1375), дъщеря на бургграф Бурхард X фон Магдебург, граф на Хардег († сл. 1359), и принцеса Анна фон Силезия-Тропау († 1361). Бракът е бездетен.